# Oberea ruficeps
Oberea ruficeps är en skalbaggsart. Oberea ruficeps ingår i släktet Oberea och familjen långhorningar.

## Underarter
Arten delas in i följande underarter:
- O. r. ruficeps
- O. r. muchei